# Прощай, нищета! Краткая экономическая история мира
Прощай, нищета! (англ. A Farewell to Alms) — книга об экономической истории Грегори Кларка, с подзаголовком «Краткая экономическая история мира». Название книги представляет собой игру слов, перекликаясь с названием романа Эрнеста Хемингуэя «Прощай, оружие!».

## Содержание
В книге рассматривается разрыв между богатыми и бедными странами, который возник в результате промышленной революции. Кларк (который является британцем по происхождению) утверждает, что разрыв начался в Англии. По его заявлению, до 1790 года человечество сталкивалось с мальтузианской ловушкой: новые технологии позволили повысить эффективность и производить больше пищи, вследствие чего численность населения росла, что приводило к нищете и спаду производительности.
Вопреки господствующей теории, согласно которой «промышленная революция» произошла благодаря неожиданному появлению стабильных политических, правовых и экономических институтов в Европе XVII века, Кларк считает, что такие институты возникли задолго до индустриализации и постепенно привели к глубоким культурным сдвигам, побудив людей отказаться от насилия и нетерпеливости и освоить новые экономические привычки (тяжёлый труд, рациональность, образование). По мнению Кларка, проблема заключается в том, что только общества, имеющие продолжительную историю мира и защищённости способны развить черты «общества среднего класса», создав рабочую силу, которая делает возможным капиталистический экономический рост. Для обществ, в которых не было продолжительных периодов стабильности, индустриализация не дала максимального эффекта.

## Критика
«Прощай, нищета!» удостоилась внимания как СМИ, так и учёных. Кристоф Деюнг из Констанцского университета раскритиковал книгу за игнорирование негативного влияния колониализма, заключив, что «теплота, с которой книгу приняли в определённых кругах, не в последнюю очередь проистекает из отрицания в ней малейшей ответственности Запада за то, в какой бедности живёт большинство населения земного шара». Книгу похвалили Бенджамин Фридмен и Тайлер Коуэн (директор Mercatus Center), однако многие другие либертарианцы соглашались с её выводами не полностью. К примеру, Джейсон Кузницки из Института Катона посчитал, что объяснения Кларка современных процессов начинают выглядеть всё более натянутыми; в то же время, в целом его рецензия выдержана в положительном тоне.
Более критические рецензии указывали на проблемы в методологии, фактические ошибки и недостаток источников. Дейдра Макклоски посчитала, что теория Кларка о влиянии генетики на богатство и бедность «не сходится» с реальностью, а в заключении заявила, что «этот новый социальный дарвинизм, который Кларк вычитал где-то в недавней статье экономистов, не хочется рекомендовать». Экономист Карл Гуннар Перссон высказал мнение, что мальтузианство Кларка «временами представляет собой скорее проповедь, чем результат наблюдений и анализа». Джон С. Лайонс из Университета Майами иронически написал в рецензии в Journal of Socio-Economics: «Наблюдения показывают, что в рецензиях говорят в среднем об одной крупной ошибке на две страницы».
Ещё более критически высказались Роберт Аллен, Дэвид Уорш и Ханс-Иоаким Вот. Вот утверждает, что книга Кларка основана на статье 2002 года авторов по фамилии Галор и Моав, и что Кларк добавил к их словам фрагментарные и не самые репрезентативные заявления. Рассуждая о книге, Уорш заявил, что «книга Кларка, если говорить честно, до той степени превозносит собственные идеи, что перестаёт быть научной».
Некоторые рецензии выдали книге двойственный вердикт: они критически отнеслись к заявлениям Кларка и приведённой статистике, но положительно оценили её язык и назвали интересной. Роберт Солоу отверг основной тезис книги и указал на изменения в общественных институтах как на основную причину индустриализации. Он назвал некоторые аспекты книги повторением стереотипов, о других же сказал, что они заставляют задуматься, тогда как о третьих — что они «просто раздражают». Джон С. Лайонс, работавший с Кларком, сказал, что, хотя в книге много ошибок, он считает её интересной.